# Alcmeão (filho de Anfiarau)
Alcmeão, na mitologia grega, foi um filho do adivinho Anfiarau e de Erifila, irmã do rei Adrasto.
Polinices estava em Argos procurando guerreiros para lutar contra seu irmão Etéocles e tomar Tebas, mas Anfiarau, que havia previsto a própria morte na campanha, não queria ir. Polinices, então, deu de presente a Erifila o colar dourado que havia sido um presente da deusa Atena a Harmonia, para que Erifila convencesse o marido a participar da guerra.
Anfiarau estava em disputa com Adrasto tanto para saber quem seria o rei de Argos quanto sobre se iriam à guerra com Tebas, e levaram a decisão a ser tomada por Erifila, que deu toda a razão a Adrasto. Anfiarau, sentindo-se traído pela esposa, deu ordens a seu filho Alcmeão para matar Erifila se ele não voltasse da guerra.
Durante a guerra (os Sete Contra Tebas), Anfiarau morreu quando a Terra se abriu, engolindo o carro em que ele estava,
Dez anos depois, quando estava sendo organizada a expedição dos Epigoni, Alcmeão consultou o oráculo de Apolo sobre a campanha e sobre a punição à sua mãe,  e o oráculo disse que ele devia fazer as duas coisas. O oráculo também disse que a expedição teria sucesso se Alcmeão fosse o líder. Alcmeão ficou sabendo que Erifile havia recebido uma roupa de Tersandro, filho de Polinices, para que ela o convencesse a participar da expedição dos Epigoni.
Alcmeão foi o líder do ataque contra Tebas, e seus companheiros foram Anfíloco, filho de Anfiarau, Egialeu, filho de Adrasto, Diomedes, filho de Tideu, Prômaco, filho de Partenopeu, Estênelo, filho de Capaneu, Tersando, filho de Polinice e Euríalo, filho de Mecisteu. O ataque começou contra as vilas vizinhas de Tebas, que foram devastadas. Os tebanos, liderados por Laodamante, filho de Etéocles, os enfrentaram, e lutaram bravamente. Laodamante matou Egialeu, mas foi morto por Alcmeão, e após a morte do seu rei os tebanos se retiraram para atrás das muralhas. Tirésias aconselhou-os a negociar com os argivos, e, enquanto seu porta-voz negociava, os tebanos fugiram com suas mulheres e crianças.
Após a captura de Tebas, ao saber que sua mãe também havia sido corrompida para enviá-lo contra Tebas, Alcmeão matou-a, e enlouqueceu em seguida, por causa da consciência culpada. Alguns dizem que Alcmeão matou a mãe sozinho, mas outros dizem que ele matou junto de seu irmão Anfíloco.
Perseguido pelas Fúrias, Alcmeão se encontrou com Oicles, na Arcádia, e com Fegeu, em Psophis. Fegeu o purificou, e Alcmeão se casou com Arsínoe, filha de Fegeu, dando a ela, de presente, o colar e a roupa.
Depois disso, a terra ficou estéril, e o Oráculo ordenou Alcmeão que fosse ao rio Aquelôo, para ser julgado. No caminho, Alcmeão visitou Eneu, em Calidão, e para os tesprócios, mas foi expulso do país, indo até as fontes do Aquelôo. O deus-rio o purificou, e deu a ele sua filha Calírroe como esposa. Alcmeão colonizou a terra próxima do rio.
Calírroe cobiçou o colar e a roupa, e enviou Alcmeão a Psophis, para ele dizer a Fegeu que só se libertaria da loucura caso entregasse o colar e a roupa ao Oráculo de Delfos. Fegeu acreditou, e os entregou, mas um servo descobriu que Alcmeão estaria levando o colar para Calírroe. Fegeu enviou seus filhos, que mataram Alcmeão. Arsínoe acusou-os de assassinato, e eles a trancaram em um baú e a enviaram como escrava a Agapenor, dizendo que ela havia matado Alcmeão.
Calírroe havia tido dois filhos com Alcmeão, Anfótero e Acarnan, mas eles eram menores. Calírroe pediu a Zeus, e este fez com que eles se tornassem homens, para vingar Alcmeão. Anfótero e Acarnan se encontraram com Pronous e Agenor na casa de Agapenor, quando os últimos estavam levando o colar e a roupa para Delfos. Os filhos de Alcmeão mataram os filhos de Fegeu, em seguida, foram a Psophis e mataram Fegeu e sua esposa. Eles fugiram, sendo perseguidos até Tégea, quando foram salvos pelos tegeanos e alguns argivos.
Segundo Eurípedes, durante a sua loucura Alcmeão teve um filho, Anfíloco, e uma filha, Tisífone, com Manto, filha de Tirésias. Os dois filhos, quando eram bebês, foram levados a Corinto, e criados por seu rei Creonte. Como Tisífone era muito bela, a esposa de Creonte a vendeu como escrava, com medo que ela se tornasse sua esposa. Mas Alcmeão acabou a comprando, para ser sua serva, sem saber que ela era sua filha. Ao passar por Corinto, Alcmeão também recuperou seu filho. Anfíloco fundou a cidade de Argos da Anfilóquia.